# Chiang Saen
Chiang Saen (tiếng Thái: เชียงแสน, phiên âm: Chiềng Xẻn) là một huyện biên giới và là một trung tâm du lịch của tỉnh Chiang Rai - một tỉnh miền Bắc Thái Lan.

## Địa lý
Chiang Saen tiếp giáp với các huyện Chiang Khong, Doi Luang, Mae Chan, Mae Sai của tỉnh Chiang Rai. Phía Bắc huyện giáp Myanma và tỉnh Bokeo của Lao.
Đoạn sông Mê Kông chảy qua tỉnh này với tên gọi sông Ruak với vùng đất mà người ta gọi là Tam giác vàng (Golden Triangle) là một địa danh nổi tiếng nằm giữa ba nước Lào, Thái Lan, Myanmar, được mệnh danh là nơi sản xuất thuốc phiện lớn nhất thế giới.

## Hành chính
Chiang Saen có 6 xã và nhiều làng, bao gồm:
| Thứ tự. | Tên        | Tiếng Thái Lan | Làng | Inh.   |  |
| ------- | ---------- | -------------- | ---- | ------ |  |
| 1.      | Wiang      | เวียง           | 10   | 10.807 |  |
| 2.      | Pa Sak     | ป่าสัก           | 13   | 8.337  |  |
| 3.      | Ban Saeo   | บ้านแซว         | 15   | 11.444 |  |
| 4.      | Si Don Mun | ศรีดอนมูล        | 14   | 8.120  |  |
| 5.      | Mae Ngoen  | แม่เงิน          | 12   | 8.463  |  |
| 6.      | Yonok      | โยนก           | 8    | 4.777  |  |

## Du lịch

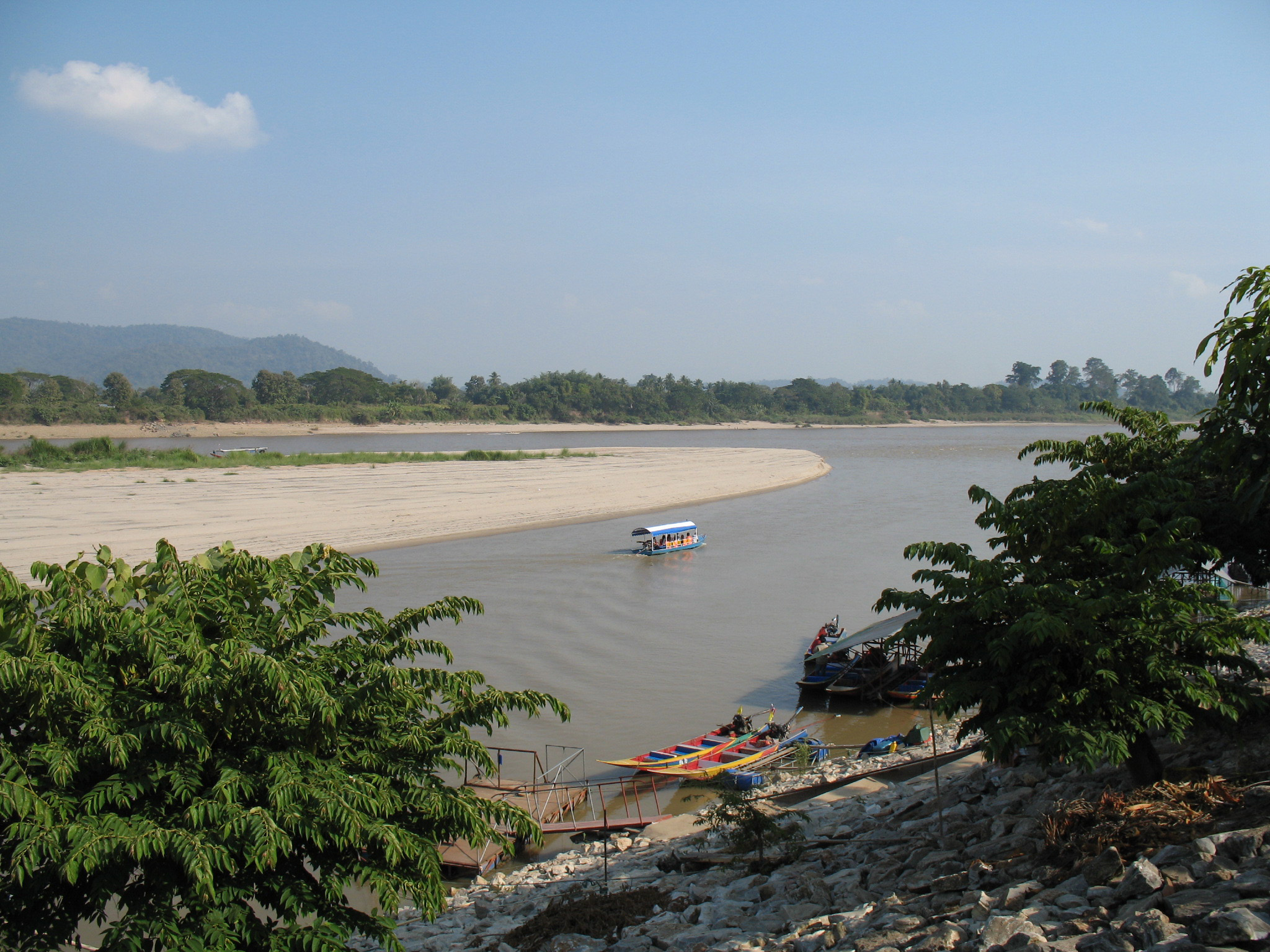
Tam Giác Vàng tại Chiang Saen

Chiang Saen nổi tiếng với du lịch vùng Tam giác vàng. Chiang Saen nổi tiếng với ngôi chùa bằng gỗ teak Wat Pa Sak được xây dựng năm 1295, tháp Luang của chùa hình bát giác cao 58 mét,  tháp xây dựng năm 1295 hay còn gọi là chùa Rừng Tếch (Teak Forest Temple) vì nó được bao bọc bởi những cây gỗ tếch cổ thụ cao vút với những bức tường bao quanh theo kiểu thành quách do Saen Phu, vị hoàng đế Vương quốc Lanna xây cất hồi thế kỷ 14... Bên trong khu đền này trưng bày những bức tượng Phật triều Chiang Saen thế kỷ 13 đến nay vẫn được bảo toàn nguyên vẹn. Đây là những di tích hấp dẫn đối với du khách, đặc biệt là các đoàn khảo cổ ưa thích tìm hiểu lăng tẩm, nó còn là một trung tâm mua bán các loại sản phẩm hàng hóa thủ công mỹ nghệ do những người thổ dân sản xuất, như đồ lưu niệm làm từ tre, song mây, gỗ quý hay hàng thổ cẩm. Các du khách có thể bổ sung vào bộ sưu tập của mình những bức ảnh chụp những đứa trẻ trong trang phục dân tộc truyền thống kiêm hướng dẫn viên du lịch. 

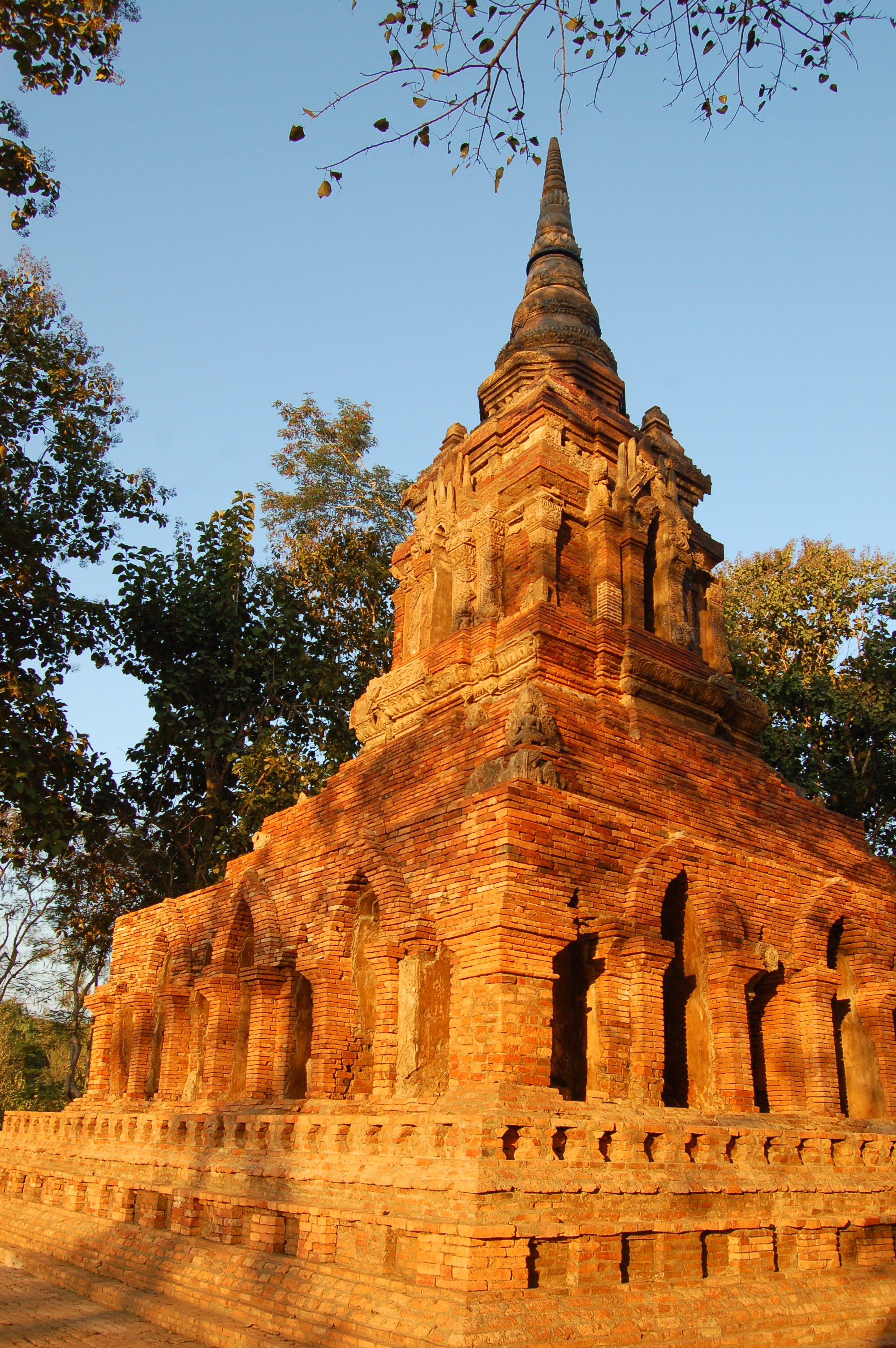
Wat Pa Sak- một địa điểm du lịch hấp dẫn vùng Chiang Saen

- Wat Phra Thart Jom Kitti nằm trên một ngọn đồi nhỏ - một nơi thích hợp để ngắm nhìn cảnh sắc Lào qua bờ Mê Kông. Từ đây, du khách có thể thuê thuyền để lên Tam giác Vàng hoặc ngược lại.
- Wat Phra That Pha Ngao, nằm ở trên bờ sông Mê Kông, được xây dựng từ thế kỷ 13 và là nơi lưu giữ các cổ vật của Phật Tổ (Lord Buddha)
- Wat Pra That Pu Khao nằm trên một ngọn đồi gần bờ sông là địa điểm lý tưởng nhất để ngắm nhìn trái tim của Tam giác vàng. Từ trên vọng cảnh đài, du khách không khỏi ngỡ ngàng trước vẻ đẹp của mây trời sông núi. Bên trái là dòng sông Measan chảy ra từ một miền đất huyền bí và là biên giới Thái Lan - Myanmar, bên phải là dòng Mê Kông mênh mông. Bên kia sông là núi rừng Thượng Lào xanh thẳm, xa hơn về bên trái là Công viên thiên đường và sòng bạc của người Thái trên đất Myanmar.

Wat Pra That Pu Khao còn có một ngôi chùa cổ, được bao quanh bởi 5 ngôi mộ tháp và một hệ thống tường gạch đôi, mỗi mặt đều có những bậc thang gác dẫn lên từ chân đồi ngoại trừ mặt phía Tây. Cấu trúc của Pu Khao có nhiều nét tương đồng với Thánh địa Mỹ Sơn. Tuy nhiên thời gian và mưa nắng đã làm cho các ngôi mộ tháp bị đổ nát nghiêm trọng. Chùa này không cho phép nữ giớibước vào bên trong chánh điện.
- Sob Ruak cách Chiang Saen khoảng 12 km, là một thôn ấp Thái sầm uất nằm ngay khúc quanh của Mê Kông, hiện đại và phát triển với phố xá sạch sẽ, không khí trong lành, hàng quán sắp xếp trật tự và rất quy củ. Du khách có thể dễ dàng tìm mua các đồ vật lưu niệm, hàng thủ công mỹ nghệ hay quần jean, áo phông Thái, mũ che nắng… với chi phí rất rẻ.

Nằm sát bờ sông là một dãy quán phục vụ các món ăn Lào- Thái với giá khoảng 35- 40 Bath/1 suất (khoảng 20.000VND). Từ bến thuyền, du khách có thể thuê tàu để du ngoạn trên dòng sông Mê Kông phẳng lặng.